# نبرد اصلاندوز
نبرد اصلاندوز یکی از نبردهای جنگ ایران و روس بود.
با قتل سیتسیانف فرماندهی سپاه روسیه به عهده گودوویچ افتاد (این دوران هم‌زمان است با فعالیتهای گاردان در تقویت نظامی ایران).
گودوویچ در سال ۱۲۲۳ ه. ق به صورت غافل‌گیرانه به ایروان حمله برد اما شکست خورد و برگشت. عباس میرزا برای تنبیه سپاه روسیه از تبریز به نخجوان رهسپار شد و طی چند نبرد در اطراف شهر ایروان و دریاچه گوگچه سپاهیان روس را مغلوب کرد. در سال ۱۲۲۵ه .ق. حسین خان قاجار حاکم ایروان علیه روسها شورش کرد و جمع زیادی از روسها را به اسیری گرفت و عازم تهران کرد. این روزها (۱۲۲۶- ۱۲۲۵ه .ق) مقارن با خروج گاردان از ایران و ورود هیئت نظامی انگلیسی به ایران است. در این زمان روسها خواستار صلح با ایران شدند که شرطشان این بود که مکانهای متصرفه در تصرف آنها بماند و نیز ایران به آنها اجازه عبور از داخل کشور برای حمله به عثمانی را بدهد که دولت ایران این تقاضا را نپذیرفت. پس از ورود سر گور اوزلی به علت رابطه دوستی که میان انگلیس و روسیه ایجاد شده بود در پی آن شد که بین ایران و روسیه، صلح برقرار کند و خواستار آن بود که افسران انگلیسی که در سپاه ایران بودند از جنگ با روسیه دست بردارند. عباس میرزا چون اصرار داشت جنگ ادامه یابد، جنگ ادامه یافت و سپاه ایران در محل اصلاندوز کنار رود ارس مقیم شدند.
در این هنگام روسها غافلگیرانه به اردوی ایران حمله کردند. اگرچه سپاه ایران مقاومت زیادی نشان دادند اما به علت اختلافاتی که بین سپاه ایران پیش آمد، نیروهای ایرانی مجبور به عقب نشینی به سمت تبریز شدند. فرمانده سپاه روسیه پس از فتح اصلاندوز، آذربایجان را از هر دو طرف مورد تهدید قرار داد. در این زمان ترکمانان خراسان شورش کردند. در این میان شاه ایران که درصدد آماده کردن سپاهی برای سرکوب نیروهای روسی بود به علت اوضاع ناآرام در چند جبهه تقاضای صلح کرد.

## خوانش بیش‌تر
- Atkin, Muriel (1980). Russia and Iran, 1780–1828. University of Minnesota Press. ISBN 978-0816609246.
- Behrooz, Maziar (2023). Iran at War: Interactions with the Modern World and the Struggle with Imperial Russia. I.B. Tauris. ISBN 978-0755637379.
- Bournoutian, George (2021). From the Kur to the Aras: A Military History of Russia's Move into the South Caucasus and the First Russo-Iranian War, 1801–1813. Brill. ISBN 978-9004445154.
- Atkin, Muriel (1980). Russia and Iran, 1780–1828. University of Minnesota Press. ISBN 978-0816609246.